# Alma Doepel
Alma Doepel ist der Name des letzten verbliebenen Rahseglers in Australien.

## Geschichte

### Stapellauf und technische Daten
Die Alma Doepel entstand, als hölzerner Dreimast-Toppsegelschoner konzipiert, 1903 auf der Werft in Bellingen (New South Wales) und erhielt den Namen der Tochter des Erbauers, Frederick Doepel. Sie erhielt einen extrem flachen Rumpf mit zwei Mittelschwertern vorn und achtern, da sie von Anfang an für die Küstenfahrt in den flachen Gewässern rings um Australien gedacht war.

### Anfangsjahre
Bis 1917 war die Alma Doepel für ihren Bauherrn und Eigner in australischen Küstengewässern unterwegs und transportierte vorwiegend Bauholz und Wolle. 1917 wurde sie an Henry Jones Ltd. verkauft, eine damals renommierte Marmeladenfabrik, und verkehrte bis ins Jahr 1937 als Teil der Moskito-Flotte zwischen Hobart auf Tasmanien und Melbourne. Drei Jahrzehnte lang waren die Rekordfahrten der Alma Doepel fast sprichwörtlich.

### Intermezzo beim Militär
1937 wurde das Schiff abgetakelt, zum Motorschiff umgerüstet und 1942 der australischen Marine als AK 82 zur Verfügung gestellt. In diesen Jahren war sie in Neuguinea stationiert.

### Zurück nach Tasmanien
1946 kehrte die Alma Doepel nach Hobart zurück, wurde dort zum Pfahlmastschoner neu aufgetakelt und verkehrte fortan auf ihrer Stammstrecke Hobart-Melbourne. Von 1961 bis 1975 wurde sie zwischen Southport und Electrona im Kalkstein-Transport eingesetzt.

### Comeback als Schulschiff
1976 kaufte die Sail & Adventures Ltd. in Victoria das im Hafen von Electrona aufliegenden Schiff zum Preis des Schrottwertes der Maschinen und baute es zum Toppsegelschoner um. Umbau und Restaurierung dauerten bis 1987. Ein Jahr später führte sie die Segelschiffparade im Hafen von Sydney an. Danach diente sie als Schulschiff mit Heimathafen Melbourne für den seemännischen Nachwuchs Australiens. Ihre Heimathäfen sind traditionell Hobart und Melbourne. Ihre Besatzung beträgt 11 Mann und 40 Kadetten. Im Jahre 1999 endete dieser Einsatz, weil Geld für Reparaturen fehlte. Zwei Jahre später wurde die Alma Doepel nach Port Macquarie verlegt, wo sie als Dauerausstellung an der Lady-Nelson-Wharf öffentlich zugänglich war. Seit 2009 wird die Alma Doepel in Melbourne erneut restauriert.